# Pterallastes thoracicus
Pterallastes thoracicus là một loài ruồi trong họ Ruồi giả ong (Syrphidae). Loài này được Loew mô tả khoa học đầu tiên năm 1863. Pterallastes thoracicus phân bố ở miền Tân bắc